# Bernhard Klein

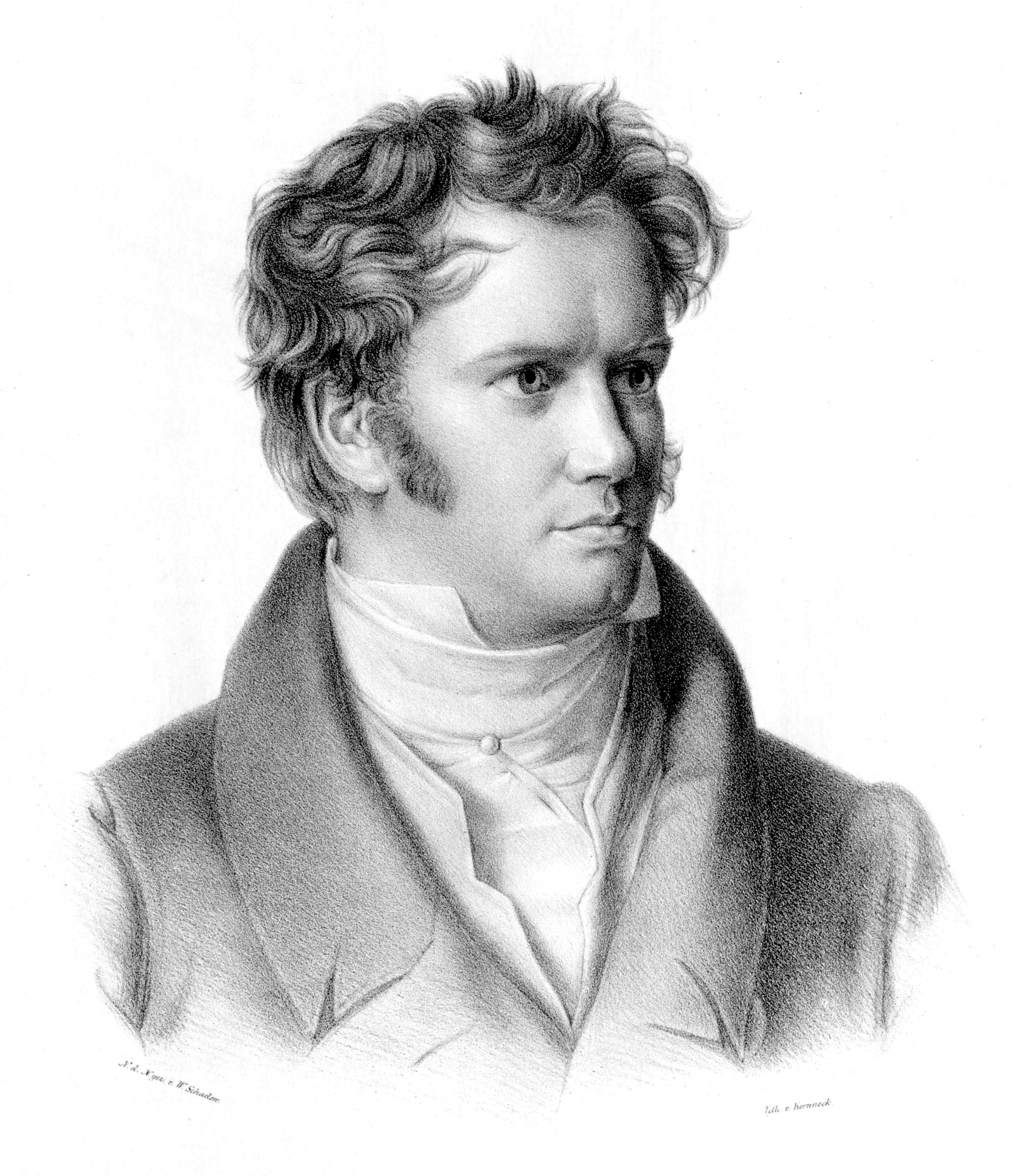
Porträt um 1830, Bernhard Klein

Bernhard Joseph Klein (* 6. März 1793 in Köln; † 9. September 1832 in Berlin) war ein deutscher Komponist.

## Leben

### Werdegang
Klein ging 1812 nach Paris und studierte am dortigen Conservatoire. Anschließend wurde er Musikdirektor am Kölner Dom. Gemeinsam mit Karl August Groos gab er 1818 das von Georg Andreas Reimer verlegte Liederbuch Deutsche Lieder für Jung und Alt heraus.  1819 kam er auf Betreiben Carl Friedrich Zelters nach Berlin, wo er im selben Jahr in die Sing-Akademie zu Berlin eintrat, der er bis zu seinem Tod 1832 angehörte, und wo er 1820 Kompositionslehrer am Königlichen Institut für Kirchenmusik und Musikdirektor an der Universität Berlin wurde. Gemeinsam mit seinem Freund, dem Musikschriftsteller und -kritiker Ludwig Rellstab, gehörte der Zelter-Schüler zu den Gründern der Jüngeren Berliner Liedertafel.
Klein komponierte Oratorien, eine Messe, ein Magnificat, eine Kantate, Psalmen, Hymnen und Motetten sowie drei Opern, Lieder und Klaviermusik. Sein konservativer Kompositionsstil war durch die Ideen des Musikschriftstellers Anton Friedrich Justus Thibaut geprägt.

### Tod
Bernhard Klein starb 1832 im Alter von 39 Jahren in Berlin und wurde auf dem dortigen Alten St.-Hedwig-Friedhof an der Chausseestraße beigesetzt. Wegen der Einebnung dieser Begräbnisstätte wurden seine sterblichen Überreste 1834 auf den neuen St.-Hedwig-Friedhof an der Liesenstraße umgebettet. Das Grabmal ist nicht erhalten.

### Familie
Klein heiratete Lili Parthey (* 2. Oktober 1800 in Berlin; † 13. August 1829). Sie war die Schwester von Gustav Parthey (1798–1872) und die Enkelin des Berliner Aufklärers Friedrich Nicolai (1733–1811). Bernhard und Lilly Klein hatten drei Töchter. Die Tochter Elisabeth Klein (1828–1899) heiratete am 5. Juli 1846 den Ägyptologen Carl Richard Lepsius (1810–1883). Die Hochzeitsreise führte nach Rom; hier studierte Klein, von Santini gefördert, eifrig die A-cappella-Musik. 
Zu Kleins Nachkommen zählen die Komponisten Rudolf Siegel, Ralph Maria Siegel und Ralph Siegel.
Der Musiklehrer und Komponist Joseph Klein war sein Stiefbruder. 

## Zitat
Über Klein schrieb Heinrich Heine in seinen Reisebildern I (Briefe aus Berlin, zweiter Brief, 16. März 1822): „Von den hiesigen Komponisten erwähne ich gleich nach Spontini unsern Bernhard Klein, der sich schon längst durch einige schöne Kompositionen rühmlichst bekannt gemacht hat und dessen große Oper »Dido« vom ganzen Publikum mit Sehnsucht erwartet wird. Diese Oper soll, nach dem Ausspruche aller Kenner, denen der Komponist einiges daraus mitteilte, die wunderbarsten Schönheiten enthalten und ein geniales deutsches Nationalwerk sein. Kleins Musik ist ganz original. Sie ist ganz verschieden von der Musik der oben besprochenen zwei Meister [= Weber und Spontini], so wie neben den Gesichtern derselben das heitere, angenehme, lebenslustige Gesicht des gemütlichen Rheinländers einen auffallenden Kontrast bildet. Klein ist ein Kölner und kann als der Stolz seiner Vaterstadt betrachtet werden.“

## Werke (Auswahl)
- Ariadne, Oper, 1824
- Der 23. Psalm für 4-stimmigen gemischten Chor
- Dido von Ludwig Rellstab nach Pietro Metastasio, Oper, 1821 (UA: Berlin, 1823)
- Irene, Oper (unvollendet)
- Hiob, Oratorium (Kantate), 1820
- Jephtha op. 29, Oratorium, 1828
- David op. 34, Oratorium, 1829
- Athalia, Oratorium